# Niviventer rapit
Niviventer rapit är en däggdjursart som först beskrevs av Bonhote 1903.  Niviventer rapit ingår i släktet Niviventer och familjen råttdjur. IUCN kategoriserar arten globalt som livskraftig. Inga underarter finns listade i Catalogue of Life.
Denna gnagare förekommer på centrala och norra Borneo. Den vistas i bergstrakter mellan 940 och 3360 meter över havet. Niviventer rapit lever i bergsskogar och i buskskogar.